# Сумнівна причинність
Логічні хиби сумнівної причинності (також відомі як хибна причина або non causa pro causa (лат. непричина як причина)) — категорія неформальних логічних хиб, у яких неправильно визначається причина якогось феномену чи події.
Приклад, з якого чітко видно, що таке хибна причина: Кожного разу, як я лягаю спати, сідає сонце. Значить, моє лягання спати спричиняє захід сонця.
До логічних хиб сумнівної причинності належать:
- Хибне коло
- Кореляція означає причинність
  - Логічна хиба третьої причини
  - Сплутування причини і наслідку
- Логічна хиба єдиної причини
- Фальшива причина
- Логічна хиба регресії
- Логічна хиба техаського снайпера
- Поспішні висновки
- Помилка асоціацій
- Reductio ad Hitlerum